# Михайловское (Галичский район)
Михайловское — село в составе Дмитриевского сельского поселения Галичского района Костромской области России.

## История
Согласно Спискам населенных мест Российской империи в 1872 году село относилось к 2 стану Галичского уезда Костромской губернии. В нём числилось 76 дворов, проживало 176 мужчин и 266 женщин. В селе имелась православная церковь.
Согласно переписи населения 1897 года в селе проживало 333 человека (117 мужчин и 216 женщин).
Согласно Списку населенных мест Костромской губернии в 1907 году село относилось к Богчинской волости Галичского уезда Костромской губернии. По сведениям волостного правления за 1907 год в селе числился 81 крестьянский двор и 268 жителей. Основными занятиями жителей села были малярный промысел и сельскохозяйственные работы.
До 2010 года село входило в состав Дмитриевского сельского поселения.

## Население
| 2008 | 2010 | 2012 | 2014 |
| ---- | ---- | ---- | ---- |
| 217  | ↘201 | ↗206 | →206 |

### Известные жители
- Налимов, Михаил Николаевич (1894—1937) — 2-й секретарь Харьковского обкома КП(б) Украины, член ЦК КП(б) Украины.